# روب بالمر (لاعب هوكي الجليد)
روب بالمر هو لاعب هوكي الجليد كندي، ولد في 10 سبتمبر 1956.

## وصلات خارجية
- روب بالمر على موقع دوري الهوكي الوطني (الإنجليزية)
- روب بالمر على موقع EliteProspects.com (الإنجليزية)
- روب بالمر على موقع HockeyDB.com (الإنجليزية)
- روب بالمر على موقع Hockey-Reference.com (الإنجليزية)